# Visoka teološka škola u Puli
Visoka teološka škola u Puli, katoličko visoko učilište utemeljeno 30. rujna 1993. godine dekretom porečko-pulskog biskupa Antuna Bogetića.

## Povijest
Potreba za visokim teološkim učilištem javilo se nakon osnutka Biskupijsko-misijskog sjemeništa Redemptoris Mater u Puli 8. prosinca 1991. godine. Kako sjemeništarci ne bi trebali odlaziti u Rijeku na studij teologije, mons. Antun Bogetić utemeljio je Visoku teološku školu u Puli nakon što je porečko-pulskoj biskupiji i sjemeništu ustupljen na korištenje prostor bivše vojarne "Pajo Širola" na Vidikovcu. Od tada škola djeluje u sklopu Biskupijsko-misijskoga sjemeništa Redemptoris Mater.

## Organizacija
Na Visokoj teološkoj školi predavanja drže profesori iz teoloških učilišta u Zagrebu, Splitu, Rimu, Padovi, Asizu, Ljubljani i dr. Upisuju se samo svećenički kandidati, a nakon završenoga studija, koji traje 12 semestara, postiže se zvanje diplomiranoga teologa. Posljednja dva semestra uključuju pastoral.
U školi se obrazuje tridesetak bogoslova (2004.) različite životne dobi i izobrazbe (od srednjoškolske do visokoškolske), koji će djelovati u duhu Neokatekumenskoga puta u biskupijama diljem svijeta.

## Više informacija
- Porečko-pulska biskupija